# Lago Lemán
El lago Lemán, también conocido como lago de Ginebra (del francés: lac Léman o lac de Genève), es el mayor lago de la Europa Occidental. Se encuentra situado al norte de los Alpes, entre Francia (orilla sur) y Suiza (orilla norte, incluidos los extremos occidental y oriental).
El 8 de abril de 1991, las riberas del lago de Ginebra fueron declaradas sitio Ramsar (n.º ref. 519) (un área de 1915 ha).

## Geografía
Su forma es muy alargada y curvada hacia el sur; mide 72 km de longitud y 12 km de anchura. Tiene una superficie total de 582 km², de la cual el 60 % (348 km²) pertenece a Suiza y el 40 % (234 km²) restante a Francia. El río Ródano se vierte en él en el extremo oriental, y el lago desagua en el Ródano en su extremo occidental. Un fenómeno característico de este lago es la elevación de sus aguas en su parte septentrional con un descenso de las mismas en su parte meridional y luego, alternando, el descenso de las aguas en las costas septentrionales y el ascenso en las meridionales. Esta curiosa «marea», llamada dranse, se debe a las variaciones de la presión atmosférica en la zona donde se encuentra el lago.

## Clima

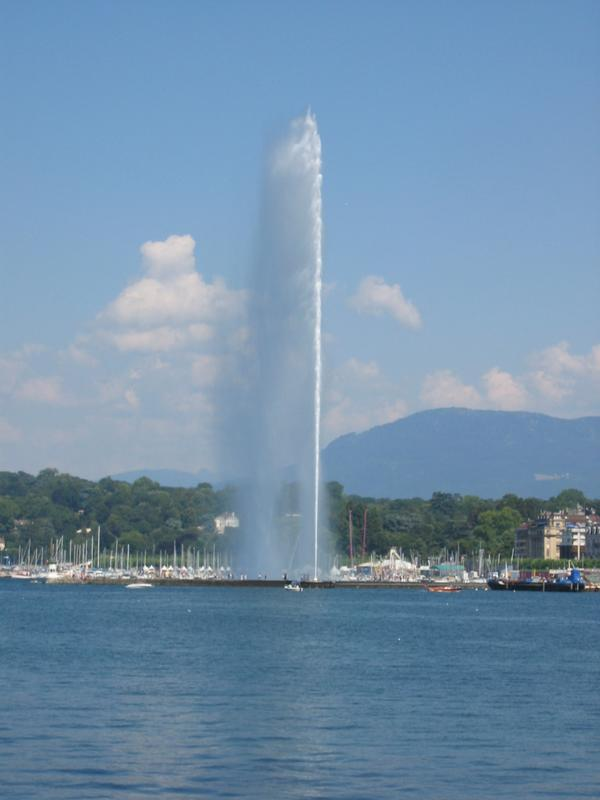
El Jet d'Eau en Ginebra

Aunque esté situado entre las montañas, el lago de Ginebra —gracias a la gran cantidad de agua que contiene— crea alrededor de él un microclima. En invierno, el lago libera el calor retenido durante el verano y atenúa el invierno montañero. En verano refresca todo su alrededor.
Cuando se dan ciertas condiciones climáticas en invierno, el aire seco estancado en la alta y media atmósfera se acumula la humedad más caliente que sale del lago y se transforma en una neblina espesa que se concentra a 200 o 300 m de altura, durante dos a tres semanas. Este mar de nubes, que se agranda cada vez más, termina por desbordarse e invadir los valles adyacentes hasta una altura de 800 a 1000 m.

## Turismo
Unas 20 000 embarcaciones navegan en el lago y se dedican principalmente a la pesca, el transporte o el recreo.
Además de las ciudades importantes que rodean el lago, en la costa suiza se encuentra el castillo de Chillon (cantón de Vaud), popularizado por Jean-Jacques Rousseau y por Lord Byron, y la famosa villa Diodati. Del lado francés se halla la localidad fortificada de Yvoire, llamada la Perla del Lemán, la playa de Excenevex y el Castillo de Ripaille.

### Ciudades
A sus orillas están, entre las más importantes, del lado suizo, las ciudades de Ginebra, Nyon, Lausana (sede del Comité Olímpico Internacional), Vevey (sede de la multinacional Nestlé) y Montreux (conocida por su festival de Jazz y donde, frente al lago, también se halla la estatua que conmemora a Freddie Mercury). Entre las del lado francés, Thonon-les-Bains (balneario), Yvoire (pequeño pueblo medieval) y Évian-les-Bains (balneario y fuente de agua mineral).